# Sloan Digital Sky Survey
Sloan Digital Sky Survey (SDSS) je jedním z největších průzkumů oblohy v historii astronomie. Projekt je pojmenován podle Nadace Alfreda P. Sloana, která poskytla významné finanční prostředky na jeho realizaci. První pozorování začala v roce 2000 a v roce 2021 vstoupil projekt do své páté fáze.
Průzkum byl původně prováděn pomocí 2,5m teleskopu na Apache Point Observatory v Novém Mexiku, později se přidal teleskop du Pont v observatoři Las Campanas v Chile.

## Pozadí projektu
Projekt SDSS přinesl průlomové technologie a přístupy k astronomickým pozorováním. Kombinoval několik inovativních prvků:
- Širokoúhlou CCD kameru pro vysoce efektivní snímání oblohy ve více filtračních pásmech.
- Vícevláknový spektrograf, schopný získávat spektra stovek objektů současně, což výrazně zrychlilo zpracování dat.

Pro zvládnutí obrovského množství dat, generovaného během každé pozorovací noci, byly vyvinuty pokročilé algoritmy a databázové systémy. Vzniklé katalogy obsahovaly miliardy objektů, což znamenalo dosud největší objem astronomických dat dostupných ke studiu.
Projekt významně přispěl také k rozvoji databázových technologií, jako je SQL, a stanovil standardy pro veřejnou dostupnost astronomických dat.

## Jednotlivé fáze
Projekt byl rozdělen do několika fází, z nichž každá měla specifické cíle:
- SDSS-I (2000–2005): První fáze se zaměřila na vytváření obrazových a spektroskopických katalogů galaxií, hvězd a kvasarů. Bylo pokryto přes 8 000 čtverečních stupňů oblohy.
- SDSS-II (2005–2008): Rozšíření projektu zahrnovalo hlubší studium Mléčné dráhy prostřednictvím projektu SEGUE (Sloan Extension for Galactic Understanding and Exploration) a průzkum supernov typu Ia.
- SDSS-III (2008–2014): Tato fáze zahrnovala čtyři nové projekty, včetně APOGEE (infrared spectroskopie hvězd) a BOSS (Baryon Oscillation Spectroscopic Survey), zaměřené na studium temné energie.
- SDSS-IV (2014–2020): Projekt byl rozšířen o průzkum jižní polokoule a mapování struktur galaxií prostřednictvím projektu MaNGA (Mapping Nearby Galaxies at APO).
- SDSS-V (od 2021): Současná fáze zahrnuje modernizaci teleskopů robotickými systémy a tři hlavní programy zaměřené na studium černých děr, galaxií a hvězd Mléčné dráhy.

## Významné výsledky

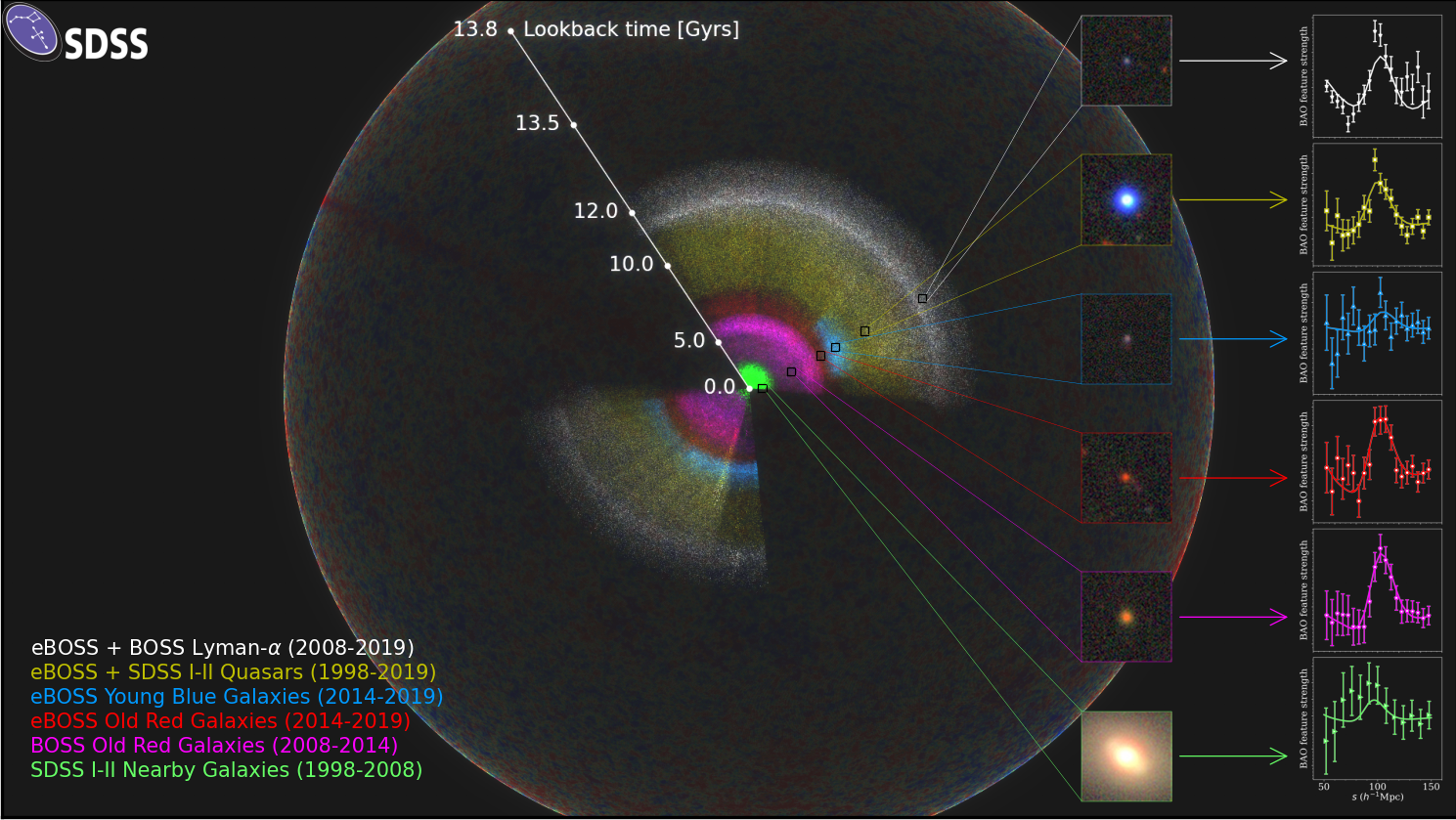
3D mapa vytvořená na základě dat SDSS, zobrazující strukturu vesmíru.

Díky datům z SDSS došlo k zásadním objevům:
- První velkorozměrná 3D mapa vesmíru, zobrazující rozložení galaxií a prázdných oblastí (voidů).
- Zjištění o vlastnostech temné hmoty a temné energie prostřednictvím studia baryonových akustických oscilací.
- Identifikace vzdálených kvasarů, jejichž rudý posuv (z) přesahuje hodnotu 6, což ukazuje na období těsně po reionizaci vesmíru.

## Přístup k datům
Data z projektu jsou volně dostupná prostřednictvím online portálů, jako je SkyServer, který poskytuje uživatelsky přívětivé rozhraní pro vyhledávání obrazů, spekter a parametrů objektů. SDSS také inspiroval vývoj nástrojů jako Google Sky a WorldWide Telescope, které integrují jeho data pro širší veřejnost.